# Agrodiaetus ciscaucasica
Agrodiaetus ciscaucasica är en fjärilsart som beskrevs av Forster 1956. Agrodiaetus ciscaucasica ingår i släktet Agrodiaetus och familjen juvelvingar. Inga underarter finns listade i Catalogue of Life.